# Emilio Abello
Emilio Abello, (Isabela, 14 januari 1906 - 18 mei 1982) was een Filipijns advocaat. Hij was van 1946 tot 1946 Executive Secretary in de kabinetten van Manuel Roxas en Elpidio Quirino. Nadien was Abello gedurende twee periodes Filipijns ambassadeur in de Verenigde Staten. Ook was Abello lid van het interim Batasang Pambansa.

## Biografie
Emilio Abello werd geboren op 14 januari 1906 in Isabela in de Filipijnse provincie Negros Occidental. Hij was het vijfde kind van zes van dr. Manuel Abello uit Iloilo en Rosario Montilla uit Negros. Na het voltooien van zijn middelbare schoolopleiding aan de Negros Occidental High School in 1923 behaalde hij in 1925 een diploma Liberal Arts. Aansluitend studeerde Abello rechten. In 1929 voltooide hij ook deze studie als een na beste van zijn jaar. In datzelfde jaar slaagde hij tevens voor het toelatingsexamen (bar exam) van de Filipijnse balie. Nadien werkte hij enige tijd als assistent advocaat op het kantoor van Jose Yulo. In 1931 nam Abello ontslag en werkt hij drie jaar lang als advocaat in de provincie Nueva Ecija.
In 1934 werd Abello aangesteld als assistent-aanklager in het Bureau of Justice in Manilla. In eerste instantie werkte hij op het kantoor van de Amerikaanse gouverneur-generaal als juridisch adviseur. Na de inauguratie van de Commonwealth van de Filipijnen werkte hij vanuit Malacañang Palace waar hij Minister van Justitie Jose Yulo assisteerde middels juridisch advies. In 1937 werd Abello benoemd tot assistent landsadvocaat. Hij werkte in Malacañang en gaf juridisch advies aan de minister van Justitie. Op 7 augustus 1939 werd Abello benoemd tot onderminister van Justitie. Deze functie bekleedde hij tot de uitbraak van de Tweede Wereldoorlog in de Filipijnen in 1942. Op 28 mei 1946 werd Abello door de nieuwe Filipijnse president Manuel Roxas benoemd tot Executive Secretary, het hoofd van de Office of the President en een positie op kabinetsniveau. Na de plotselinge overlijden van Roxas behield hij zijn functie ook onder de nieuwe president Elpidio Quirino tot 14 september 1948. 
Nadien werd hij door Quirino aangesteld als Filipijns gezant op de ambassade in de Verenigde Staten. In 1951 volgde hij Jose Melencio op als hoofd van het consulaat in New York, een functie die hij bekleedde tot hij in 1953 werd vervangen door Leopoldo Ruiz. Op 17 augustus 1953 werd Abello benoemd tot waarnemend ambassadeur en zaakgelastigde in de Verenigde Staten. Hij bekleedde dit ambt tot 11 juli 1955, toen hij werd vervangen door Carlos Romulo. Op 8 februari 1962 werd Abello door president Diosdado Macapagal opnieuw benoemd tot ambassadeur in de VS. Op 21 september 1962 werd hij echter weer vervangen door Amelito Ramirez Mutu00c.
In 1978 werd Abello namens de KBL, de partij van Ferdinand Marcos, gekozen in de interim Batasang Pambansa, het Filipijns parlement dat enkele jaren na het uitroepen van de staat van beleg door Marcos werd opgericht. Deze functie bekleedde hij tot zijn dood in 1982 op 76-jarige leeftijd. Hij was getrouwd met Elisa F. Gutierrez en samen kregen ze vijf zonen: Manuel, Emilio Jr. , Jose Maria, Roberto en Eduardo.